# Сады епархии Лиможа
Городской сад епископства — муниципальный общественный парк во французском городе Лимож (департамент Верхняя Вьенна). Из-за того, что парк расположен на нескольких ярусах и разделён тематически, распространено название Сады епархии Лиможа. Парк расположен в историческом квартале La Cité и спускается по склону к берегу реки Вьенна.
Имея общую площадь 5 гектаров, сады епархии являются самым крупным зелёным островком в центральной части города Лиможа. Сады окружены Лиможским собором и старинным зданием дворца лиможских епископов, где в наше время размещён Художественный музей Лиможа. Парк разделён на три части:
- Регулярный парк,
- Классический городской парк с бассейнами и аллеями деревьев,
- Крупный ботанический сад, в свою очередь разделённый на три сегмента:
  - академический сад,
  - тематический сад,
  - сад природных зон региона.

Начиная с 1910 года парк находится в муниципальном ведении Лиможа, и его обслуживает городская служба озеленения.

## Ботанический сад
- Исторический сад (или академический)

Это самая древняя часть сада, где высажено около 1500 растений, распределённых по цветникам и рокайлям. Рядом с этой частью сада находится капелла прежнего аббатства Святой Марии, в стенах которой сейчас размещён Музей Сопротивления.
- Тематический сад (или прикладной)

Сад устроен на промежуточной плоской террасе, где ровными рядами высажены образцы лекарственных растений, технических культур, ароматических растений, пищевые растения и растительные красители. На отдельном участке сада представлены растения, охраняемые в регионе Лимузен.
- Экологический сад

Ниже капеллы по склону, возле Городка лиможских ремесленников, расположена третья часть сада. Она отличается тем, что здесь воссозданы природные объекты (дубовая и грабовая рощи, буковая роща, зароли вереска в песчаной долине, болотистая область, торфяник). В этой части парка построен павильон. Именно через этот сад можно пройти в подземелья аббатства.

## Регулярный парк
Эта часть садов разделена на несколько частей: озеленение вокруг бассейна и фонтанов, откуда есть выход на улицу rue de la Cathédrale, большая эспланада перед Художественным музеем, с бассейном и липовой аллеей, а также типичный регулярный парк по-французски (геометрические узоры и симметрия).

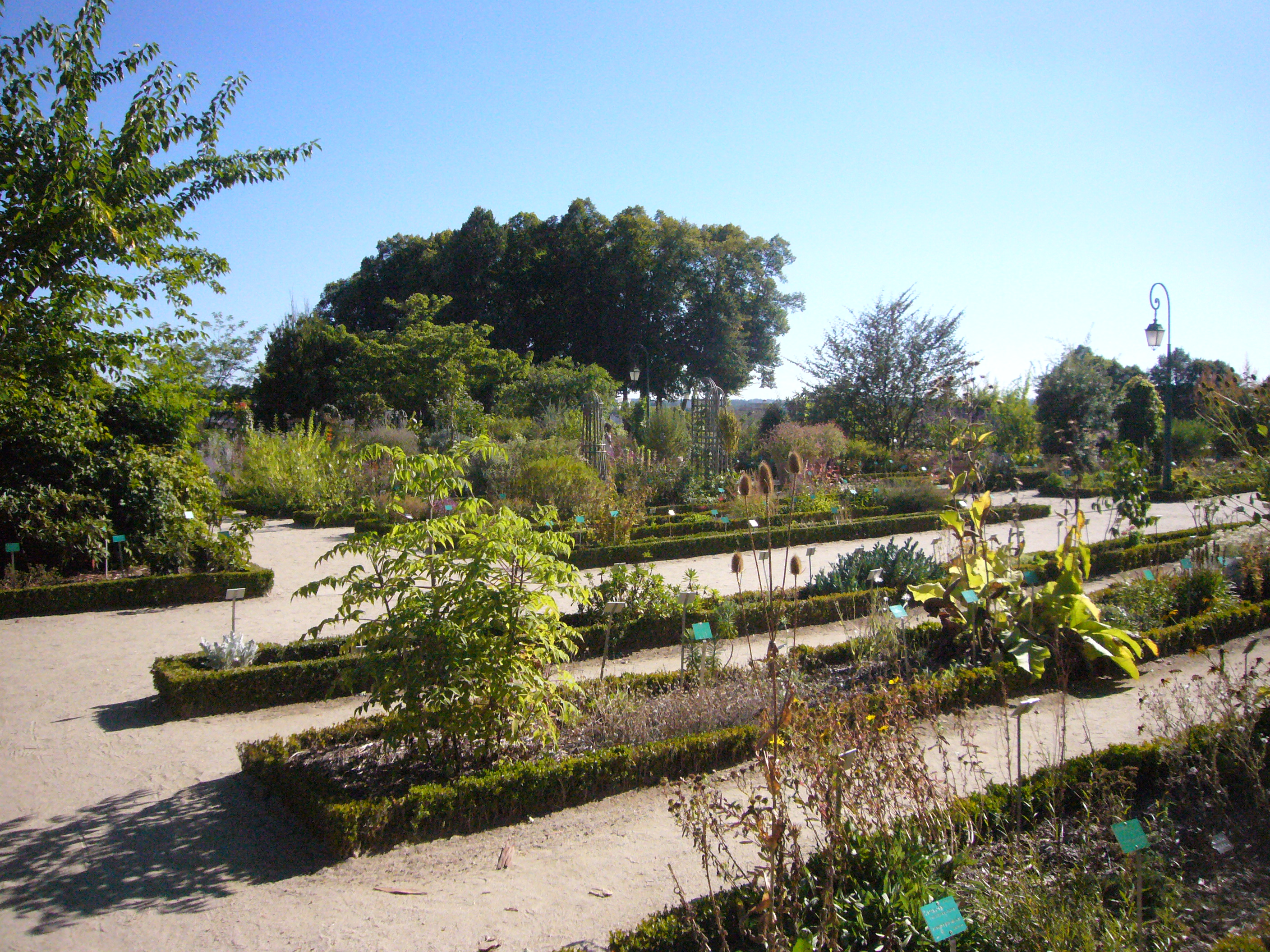
Исторический сад
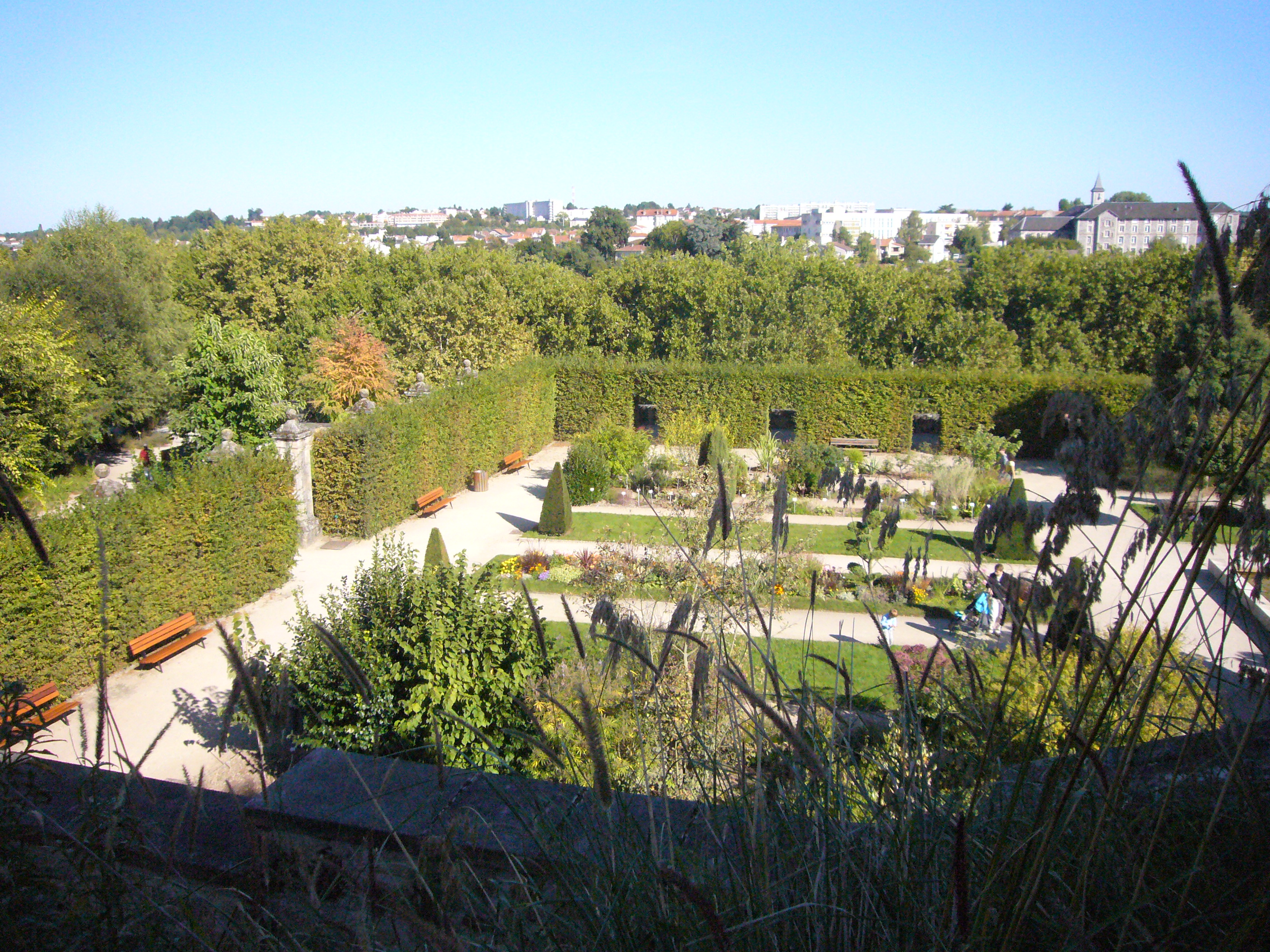
Тематический сад
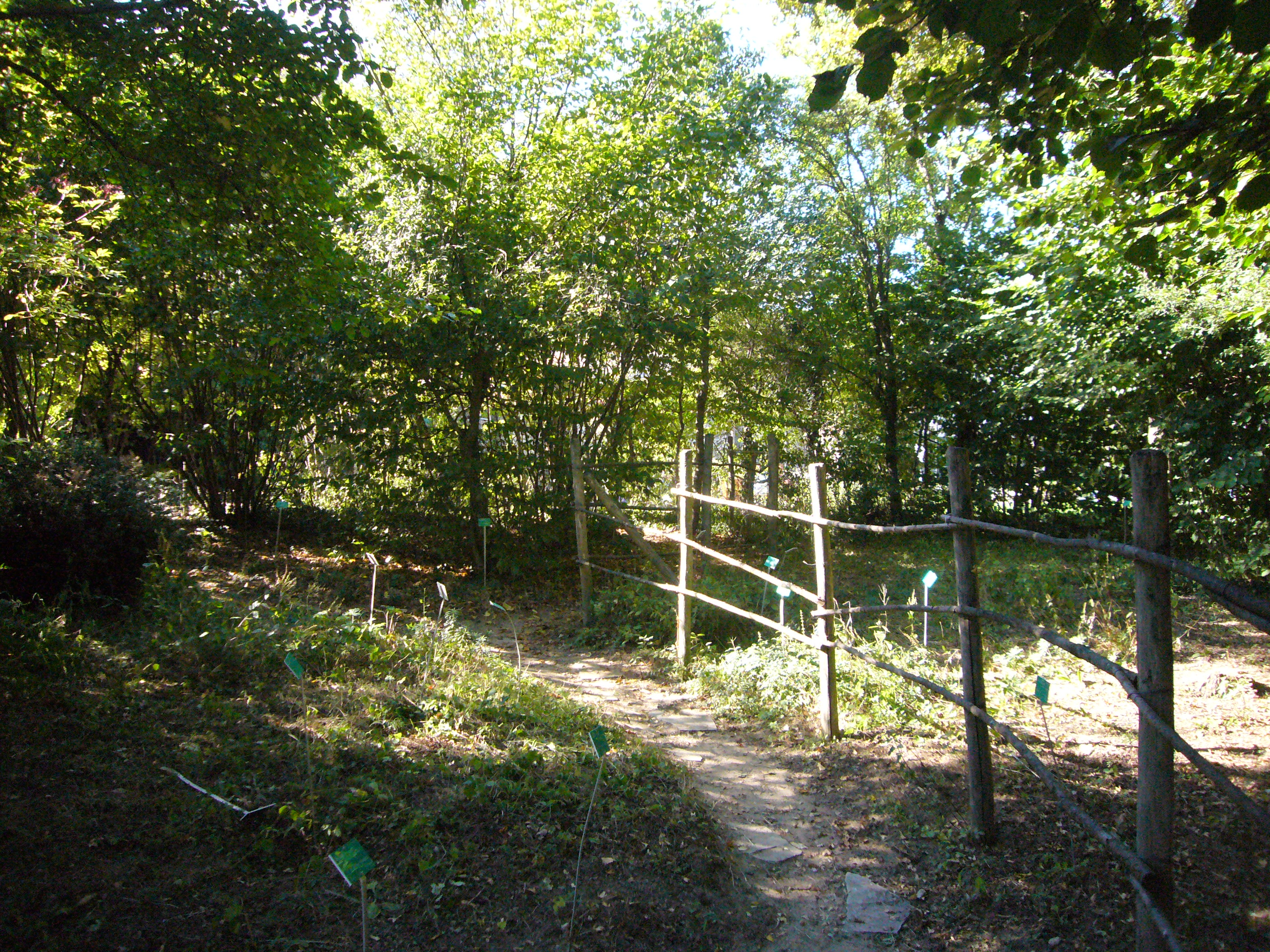
Дубовая и грабовая роща
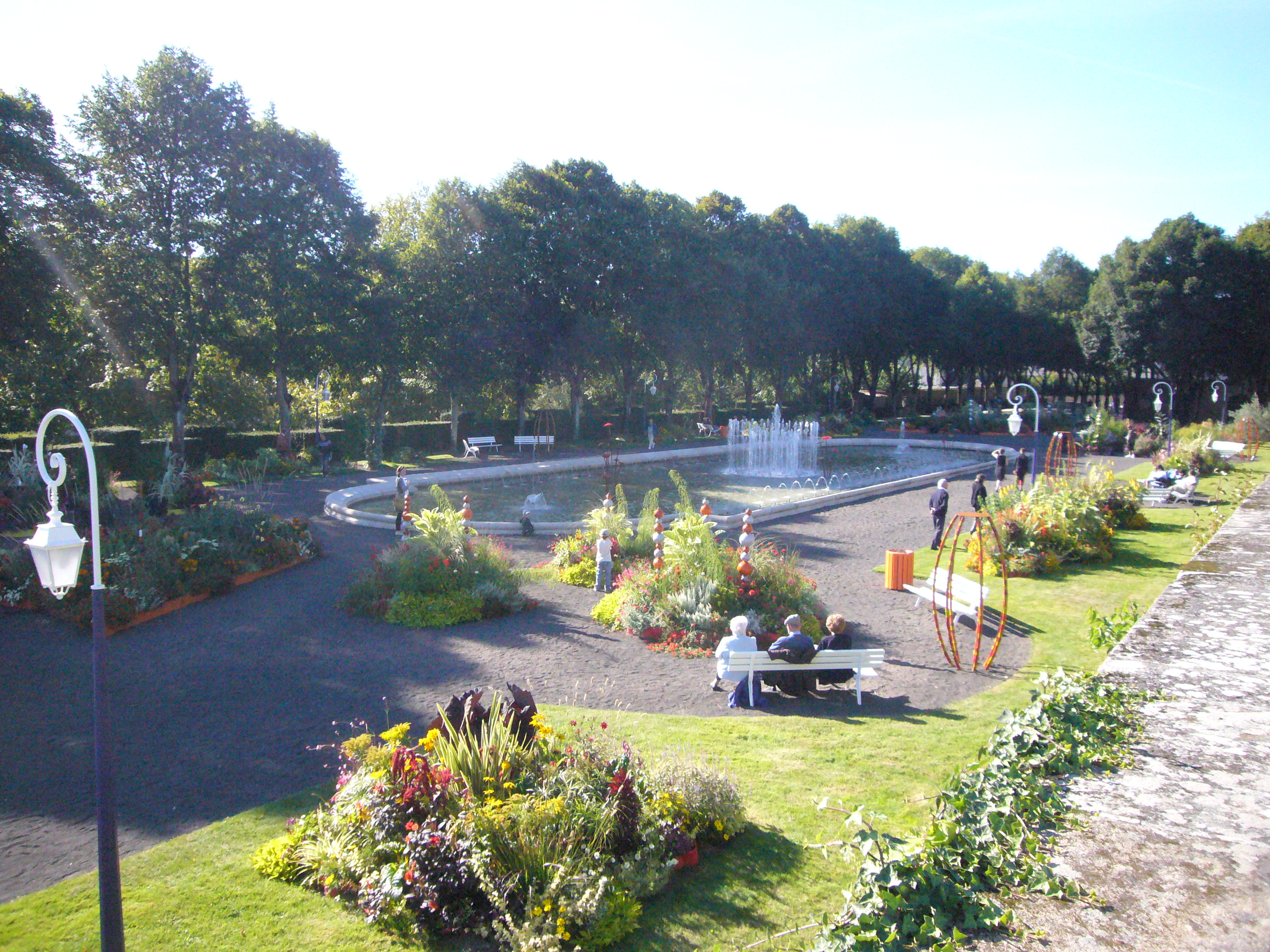
Бассейн в парке